# هات‌برد
هات‌برد (Hotbird) نام مجموعهٔ ماهواره‌ای شرکت فرانسوی یوتل‌ست است. این ماهواره در مدار ۱۳ درجهٔ شرقی قرار دارد. ماهواره هات برد دارای ۱۰۰۰ شبکه تلویزیونی برای بیشتر از ۱۲۳ میلیون خانوار دراروپا، شمال آفریقا و خاورمیانه می‌باشد که این نخستین جایگاه برای جذب مصرف‌کننده در بین بینندگان در اروپا و خاورمیانه به‌شمار می‌رود.

## پوشش
پوشش هات برد شامل اروپا، خاورمیانه و شمال آفریقا است.

## هات‌برد ۱
هات‌برد ۱ در تاریخ ۲۸ مارس ۱۹۹۵ توسط موشک آریان ۴ پرتاب شد و پوشش آن فقط شامل اروپا بود. با پرتاب هات‌برد 7A این ماهواره به فعالیت خود در این مدار پایان داد.

## هات‌برد ۲
ماهواره هات‌برد ۲ در تاریخ ۲۱ نوامبر ۱۹۹۶ در مدار قرار گرفت. در حال حاضر در مدار ۴۸ درجه شرقی قرار دارد.

## هات‌برد ۳
ماهواره هات‌برد ۳ در تاریخ ۲ سپتامبر ۱۹۹۷ توسط موشک آریان ۴ درمدار قرار گرفت.

## هات‌برد ۴
ماهواره هات‌برد ۴ در تاریخ ۲۷ فوریه ۱۹۹۸ توسط موشک آریان ۴ درمدار قرار گرفت.
با پرتاب هات‌برد 7A این ماهواره به فعالیت خود در این مدار پایان داد و هات‌برد ۴ در ژوئیه ۲۰۰۶ به مدار هفت درجه غربی منتقل شد.

## هات‌برد ۵
هات‌برد ۵  در تاریخ ۹ اکتبر ۱۹۹۸ توسط موشک اتلس ۲ پرتاب شد و پس از مدت کمی به مدار ۲۶ درجه شرقی منتقل شد و نام آن به یوروبرد۲ تغییر کرد. در حال حاضر با نام (Eutelsat 25B/Es'hail) در مدار ۲۵/۵ درجه شرقی قرار دارد.

## هات‌برد ۶
ماهواره هات‌برد ۶ در تاریخ ۲۱ اوت ۲۰۰۲ توسط موشک اتلس ۵ درمدار قرار گرفت. این ماهواره در سال ۱۳۸۸ در جریان پیامدهای انتخابات ریاست‌جمهوری دهم ایران بلاک شد. در حال حاضر در مدار ۷۰/۵ درجه شرقی قرار دارد.

## هات‌برد ۷
هات‌برد ۷ در تاریخ ۱۱ دسامبر ۲۰۰۲ موفق به جایگیری در مدار نشد.

## هات‌برد ۷ ای
هات‌برد ۷ ای (Hotbird 7A) در تاریخ ۱۱ مارس ۲۰۰۶ به‌طور موفقیت‌آمیز وارد مدار شد. این ماهواره وظایف هات‌برد ۱ و هات‌برد ۴ را بر عهده گرفت. از مارس ۲۰۱۲ به هاتبرد ۱۳ ایی (Hotbird 13E) تغییر نام داد.

## هات‌برد ۸
هات برد ۸ به وسیلهٔ یک موشک روسی به نام پروتون-ام در ساعات اولیه صبح شنبه ۵ اوت ۲۰۰۶ که ماهواره هات برد ۸ را حمل می‌کرد از پایگاه اصلی فضایی روسیه در بایکونور قزاقستان به فضا پرتاب شد و و با موفقیت ماهواره را در مدار مقرر به دور کره زمین قرار داد. ماهواره ۴٫۹ تنی هات برد ۸ که به وسیلهٔ شرکت EADS Space برای شرکت مخابراتی یوتلست ساخته شده بزرگترین ماهواره مخابراتی است که تا به حال به وسیلهٔ این شرکت مستقر در پاریس به فضا فرستاده شده‌است.

## هات‌برد ۹
هات‌برد ۹ در تاریخ ۲۰ دسامبر سال ۲۰۰۸ توسط موشک Ariane 5 ECA پرتاب شد. ماهواره هات برد۹ در مدار ۱۳ درجه شرقی جایگزین هاتبرد 7A شد. در نخستین مأموریت، ۲۸ ترانسپاندر به هاتبرد ۹ منتقل شدند. از مارس ۲۰۱۲ به هاتبرد ۱۳ سی (Hotbird 13C) تغییر نام داد.

## هات‌برد ۱۰
هات‌برد ۱۰ در تاریخ ۱۲ فوریه ۲۰۰۹ توسط موشک Ariane 5 ECA پرتاب شد. از سال ۲۰۱۳ تا ۲۰۱۶ به هاتبرد ۱۳ دی (Hotbird 13D) تغییر نام داد. در سال ۲۰۱۶ به مدار ۳۳ درجه شرقی منتقل شد و به یوتلست ۳۳ ایی (Eutelsat 33E) تغییر نام داد.هاتبرد11درسال 2018به فضاپرتاب شد